# Auerstedt
Auerstedt ist ein Ortsteil der Landgemeinde Stadt Bad Sulza im Nordosten des Landkreises Weimarer Land in Thüringen.

## Lage
Auerstedt, etwa 20 Kilometer von Naumburg (Saale) und je knapp 30 Kilometer von Jena und Weimar entfernt, liegt südlich der Stadt Eckartsberga und nordwestlich der Kernstadt Bad Sulza am östlichen Rand des Thüringer Beckens in einem Ackerbaugebiet östlich der Stadt Apolda in einem muldenförmigen Tal des Emsenbaches.

## Geschichte

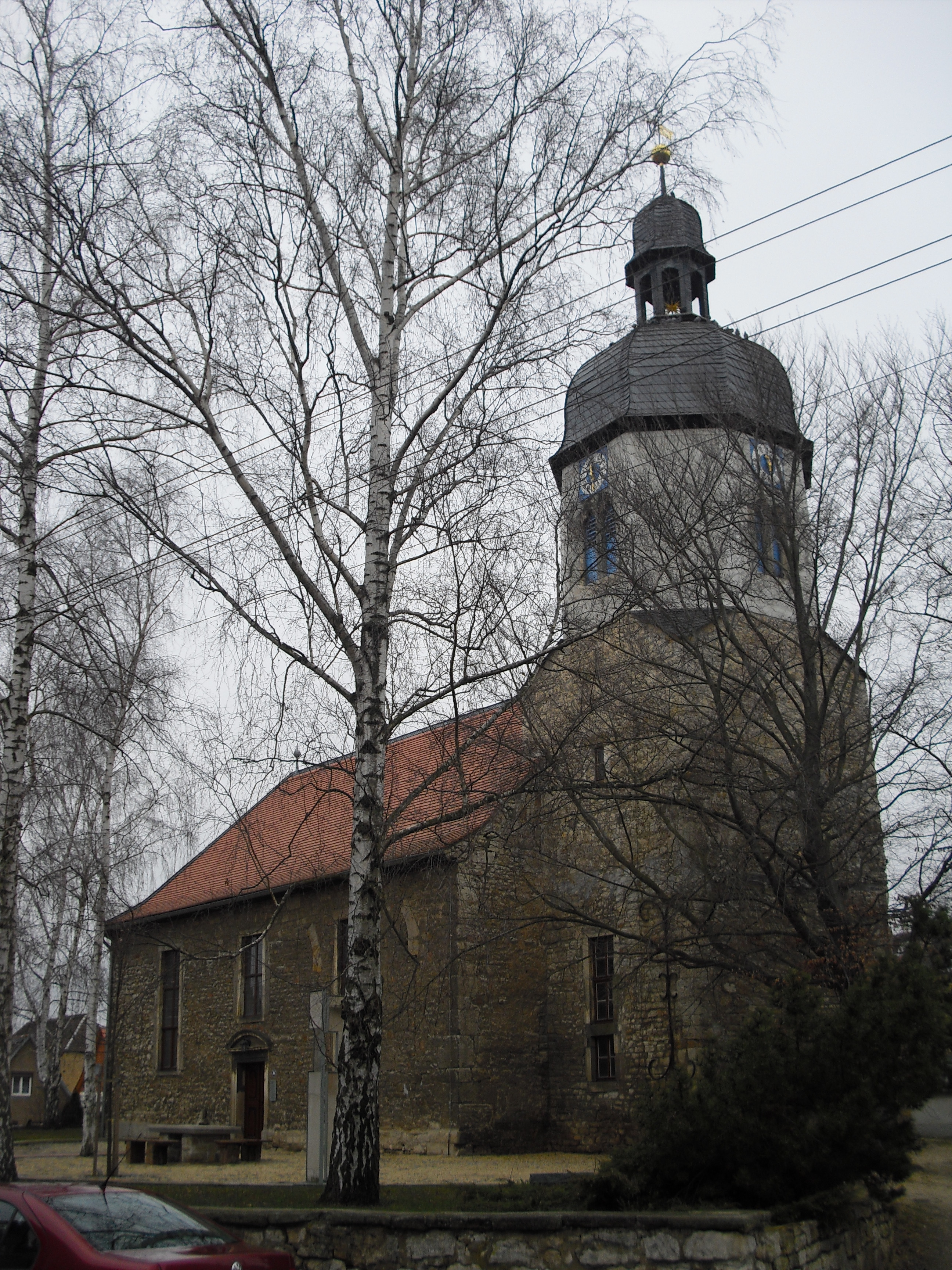
Kirche St. Veit

Einer Legende nach soll der Name Auerstedt als „Awartostete“ vom Anführer einer Sippe mit Namen Awarto stammen. Auerstedt ist jedoch als „Awartesstete“ erstmals in einer Urkunde des Fuldaer Zehntregisters unter der Amtszeit des Abtes Hrabanus Maurus des Klosters Fulda (und späteren Erzbischofs von Mainz) von 822 bis 842 n. Chr. (im Codex Eberhardi) erwähnt; Eine andere Urkunde beinhaltet, dass im Jahre 1073 König Heinrich IV. bei seinem Aufenthalt auf der Eckartsburg seinem Vasallen Boto aus Baden die gesamte Villa Owerestetten (Auerstedt) und weitere Orte im Güteraustausch übergab. In älteren Dokumenten wurde Auerstedt auch Auerstädt geschrieben. Mitten im ehemaligen Gutshof von Auerstedt befindet sich eine Kemenate, die den Charakter einer Eigenbefestigung hat. Es war der Sitz der jeweilig besitzenden Adelsfamilie.
Auerstedt war einer der beiden Schauplätze bei der Doppelschlacht bei Jena und Auerstedt am 14. Oktober 1806 zwischen Napoleons Truppen und den Preußen und erlangte dadurch überregionale Bekanntheit. Heute erinnern an dieses Ereignis unter anderem noch eine Gedenktafel aus Sandstein am Gutsgebäude, zahlreiche, schlachtbezogen benannte Wege und noch zwei der ehemals vier (etwa zu jener Zeit gepflanzten) sogenannten „Napoleonslinden“.
Im Krieg von 1870/71 hatte Auerstedt zwei Kriegstote zu beklagen. Ihrer wird, zusammen mit den Kriegsteilnehmern von 1866 und 1870/71 sowie einem Soldaten aus den Kolonialkriegen, mit einem Kriegerdenkmal auf dem Platz neben dem Heimatmuseum gedacht. Auf diesem Denkmal wird auch auf die Schlacht von 1806 Bezug genommen.
Am 14. März 1945 stürzte ein britischer oder kanadischer Lancaster-Bomber, nachdem er fast den Kirchturm gestreift hatte, mit voller Bombenlast in den Hang des Schützenbergs und explodierte. Der Ort entging knapp einer Katastrophe. Alle sieben Besatzungsmitglieder starben, sechs völlig zerfetzt, und wurden auf dem Dorffriedhof beigesetzt. Bei einer noch als Körper erhaltenen Leiche (Fallschirmabsprung) wurde bei Graböffnung erst 2021 eine kanadische Erkennungsmarke gefunden. Bis dahin stand auf dem Grabstein "Ein unbekannter amerikanischer Soldat". Wegen starker Verwitterung ist die Inschrift kaum zu entziffern (April 2021).
Auf einem Denkmal vor der Ortskirche wird der Gefallenen der beiden Weltkriege gedacht. Aus dem Ersten Weltkrieg kehrten laut der Inschriften auf dem Denkmal 28 Ortsbewohner nicht zurück, und 44 Männer fielen im Zweiten Weltkrieg oder blieben vermisst.
Bereits 1992 bis 2012 gehörte die Gemeinde verwaltungstechnisch zur erfüllenden Gemeinde Bad Sulza, bevor sie am 31. Dezember 2012 ihre Eigenständigkeit als Gemeinde verlor und zusammen mit weiteren Gemeinden nach Bad Sulza eingegliedert und Bad Sulza somit die Rechtsnachfolgerin der aufgelösten Gemeinden wurde.

### Entwicklung der Einwohnerzahl
| - 1994: 505 - 1995: 508 - 1996: 507 - 1997: 498 - 1998: 497 - 1999: 504 | - 2000: 510 - 2001: 500 - 2002: 504 - 2003: 498 - 2004: 492 - 2005: 480 | - 2006: 482 - 2007: 478 - 2008: 471 - 2009: 464 - 2010: 458 - 2011: 455 | - 2013: 445 |

jeweils zum 31. Dezember; Datenquelle 1994 bis 2011: Thüringer Landesamt für Statistik,

Datenquelle ab 2013: Internetauftritt der Stadt Bad Sulza

## Bürgermeister
Letzter Bürgermeister der Gemeinde war Dirk Böhme (Freie Wähler). Er wurde wegen der Gemeindeeingliederung für die Übergangszeit bis zu den Neuwahlen im Frühjahr 2014 automatisch der Ortschaftsbürgermeister.

## Wirtschaft und Infrastruktur

### Wirtschaft
Die Umgebung des Ortes besteht fast ausschließlich aus landwirtschaftlichen Nutzflächen, die hauptsächlich von der Agrargenossenschaft Rannstedt bewirtschaftet werden. Im Ort selbst gibt es neben dem Hotel im Schloss eine weitere Pension, zwei Gaststätten sowie Kleingewerbe. Außerdem betreibt die Gemeinde eine Kindertagesstätte.

### Verkehr

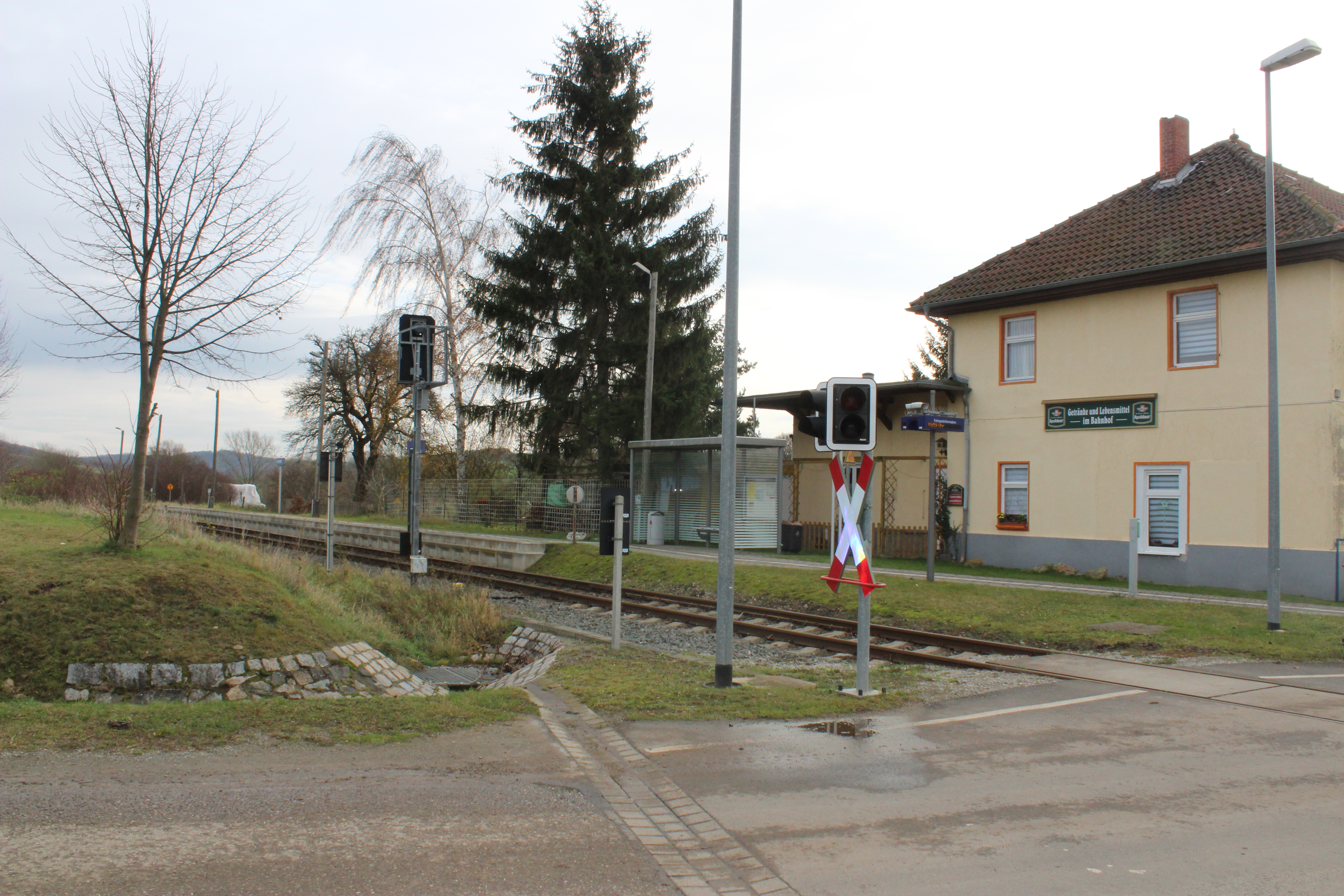
Haltepunkt Auerstedt (2017)

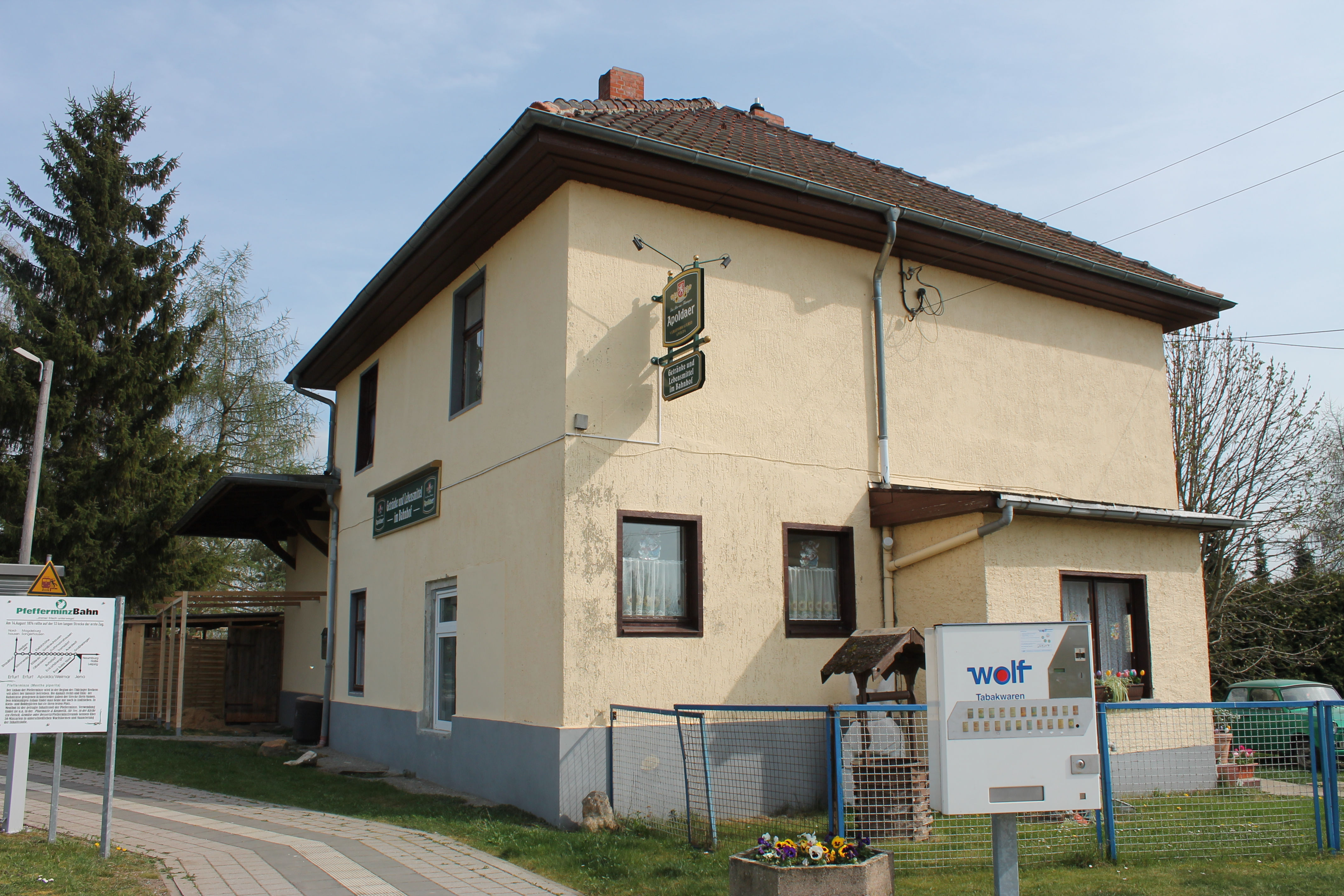
Bahnhofsgebäude

Auerstedt liegt an der Nahverkehrs-Durchgangsstraße L2158 zwischen Reisdorf und Bad Sulza. Die Buslinie 286 der PVG Weimarer Land verbindet den Ort Apolda  bzw. Eckartsberga.
Unmittelbar am nördlichen Ortsrand liegt die Bahnstation der Pfefferminzbahn, welche barrierefrei ausgebaut wurde. Zuletzt verkehrten zweistündlich Regionalbahnen der Linie RB 43 (Kursbuchstrecke 594) Richtung Sömmerda über Buttstädt sowie nach Großheringen über Bad Sulza. Im Dezember 2017 wurde der Zugverkehr eingestellt. Im Bahnhofsgebäude hat sich ein Getränke- und Lebensmittelmarkt angesiedelt.
In Auerstedt, gegenüber dem Bahnhof, endet der nur wenige Kilometer lange, in Bad Sulza am Gradierwerk „Louise“ beginnende Emsenbach-Radwanderweg. Der steigungsarme Weg führt durch das Emsenbachtal, einem Seitental der Ilm, am größten Thüringer Weinberg vorbei und verläuft durch einen Teil des „Naturparkes Triasland“ an der Landesgrenze zwischen Thüringen und Sachsen-Anhalt, Feuchtbiotope passierend.

## Sehenswürdigkeiten
- Das Schloss Auerstedt, das während der Schlacht von Auerstedt preußisches Hauptquartier war, ist erhalten und wird als Hotel und teilweise auch als Museum genutzt. Der 1994 gegründete Förderverein Auerstedt e. V. widmet sich der Regionalentwicklung durch internationale kulturelle Aktivitäten in und um Auerstedt. Motto des Vereins ist Auerworld is Auerstedt.

Im Schloss Auerstedt befindet sich das Kutschenmuseum der Klassik Stiftung Weimar. Dort werden unter anderem der Staatswagen, das Laufrad des Badeners Karl Drais und die Hochzeitskutsche der Großfürstin Maria Pawlowna ausgestellt.
- Der Turm der Kirche St. Veit stammt aus dem 12. Jahrhundert. Die Kirche selbst wurde von 1718 bis 1722 umgebaut. Die Glocke im Kirchturm trägt die Inschrift: „In Auerstedt häng ich – Meinen Klang geb' ich – Alle Christen ruf ich – Melchior Moering in Erfurt, goß mich anno 1588“[12] (Anmerkung: Melchior Möring gehörte der Möringschen Glockengießerfamilie an. Er war zwischen 1577 und 1641 vor allem in Erfurt als Stück- und Glockengießer tätig.[13]). Im Jahre 2006 wurde das Gotteshaus zur "Friedenskirche St. Veit" neu gewidmet wegen seiner Nähe zum Areal der Schlacht von Jena und Auerstedt. In den Glasbehältern, die unter der Altarplatte angebracht sind, fügen sich verschiedenste Erdschichten aus aller Welt zu einem harmonischen Gesamtbild.

- Die Maloca Auerworld ist ein thüringisch-brasilianisches Gemeinschaftsprojekt, einer indianischen Maloca – einem Stammesgebäude der Surui-Indianer im amazonas-brasilianischen Regenwald – nachempfunden und soll Gesellschaftshaus für Kinder und Jugendliche sein. Einweihung war im April 2006. In der brasilianischen Provinz Rondônia entstand fünf Jahre zuvor ein in der Struktur, aber nicht im Aussehen gleichartiger Ovalbau als Lernhaus für Umweltkreativität und Zentrum für globale Kommunikation. Träger des Projekts sind der Förderverein Auerstedt e. V., das internationale Kinderhilfswerk Ourchild und andere Vereine.[14][15]

- Vor den Toren Auerstedts in Richtung Reisdorf steht in einer Aue nahe dem örtlichen Sportplatz der „Auerworldpalast“, ein aus örtlichen Weidenruten geflochtener, wurzelnder Weidenrutenbau mit etwa 25 Meter Durchmesser, den der Schweizer Architekt Marcel Kalberer 1998 unter Mitwirkung von etwa 300 freiwilligen Helfern aus aller Welt anpflanzte und erbaute.[16] Das vom Förderverein Auerstedt e. V., Micky Remann und der Familie Böhm initiierte Werk soll der weltgrößte lebende Weidenbau sein.[14][17] Im und um den Palast herum findet seit 1999 jährlich im Juli das Auerworld-Festival mit Musikern aus der Region, Deutschland und aller Welt statt. In den Sommermonaten gibt es dort auch Vollmondfeste.

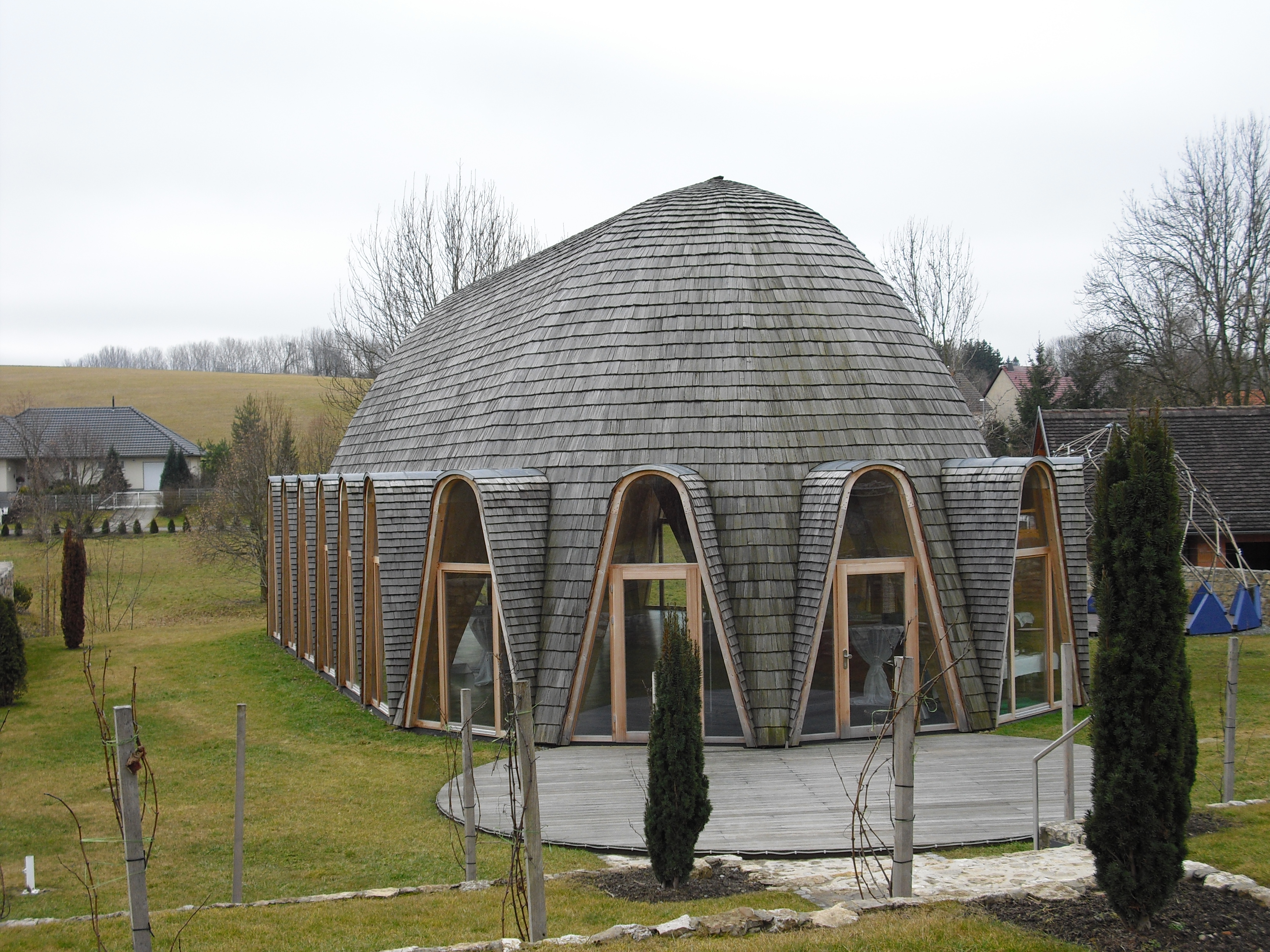
Maloca im Schlossgarten
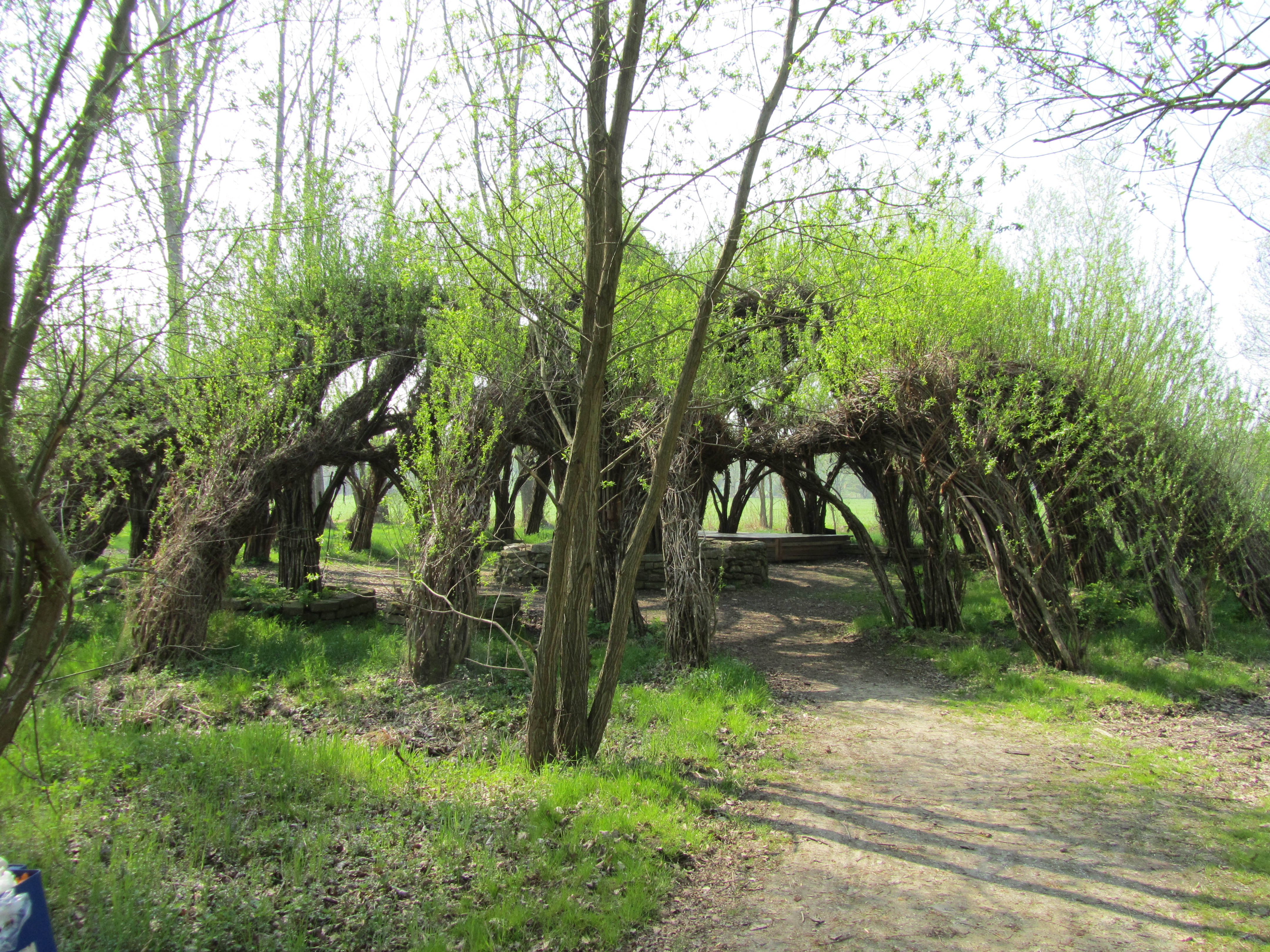
Weidenrutenpalast
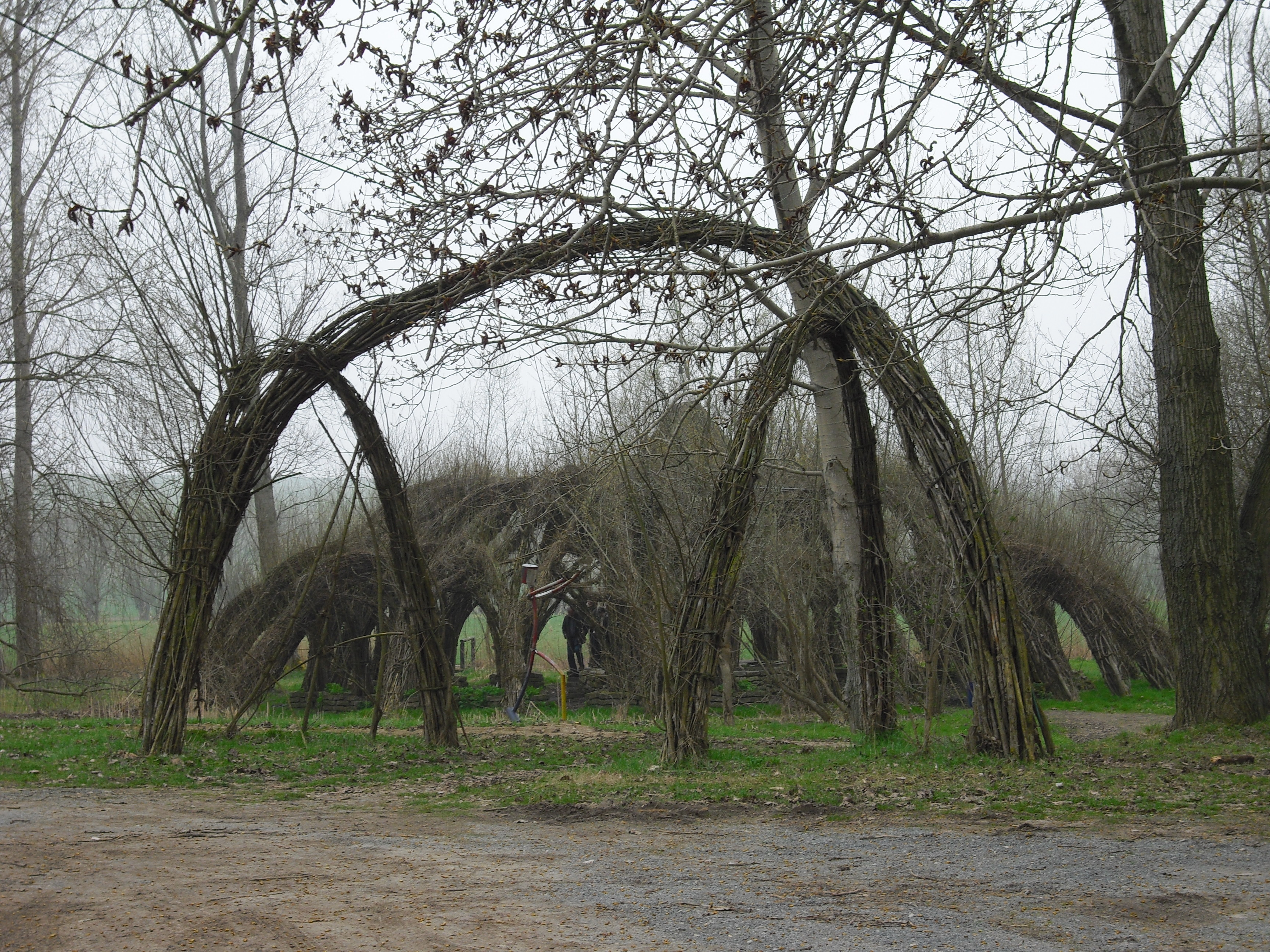
Am Sportplatz

Auf der Homepage der Stadt Bad Sulza sind die Auerstedter Baudenkmale wie nachfolgend zitiert genannt:
1. Kirche mit Ausstattung
2. Gutshaus (einschließlich Gedenktafel Schlacht bei Auerstedt)
3. Dorfplatz 3 – Gasthaus und Schafstall
4. Obergasse – Pfarrhaus
5. Ziegeleistraße 38 – Gehöft (ehemalige Ziegelei)
6. Haus Nr. 114 – ehemalige Schäferei mit Wohnhaus, Schafstall, Hofmauer einschließlich Tor und Pforte

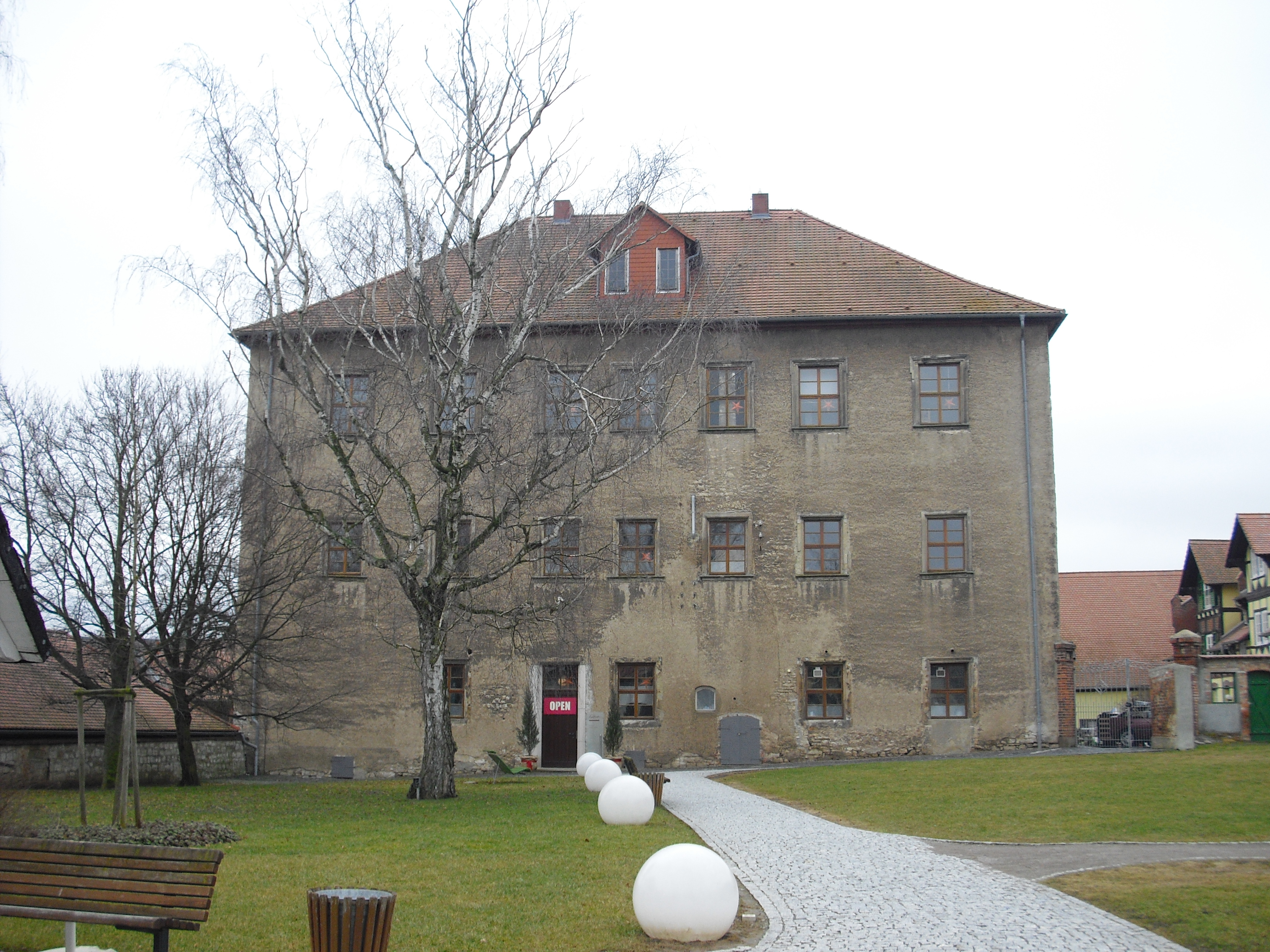
Schloss Auerstedt (2009)
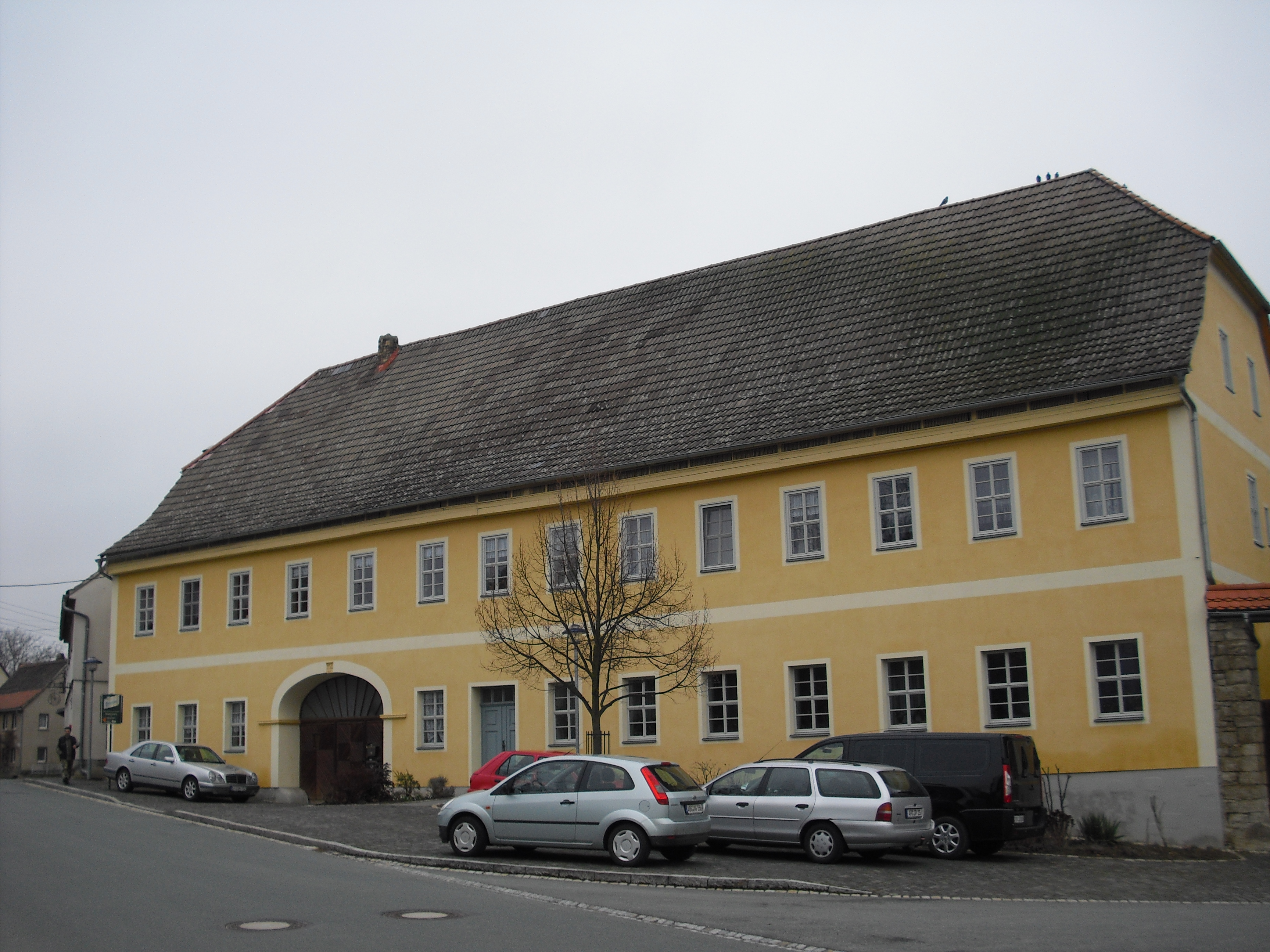
Alte Post
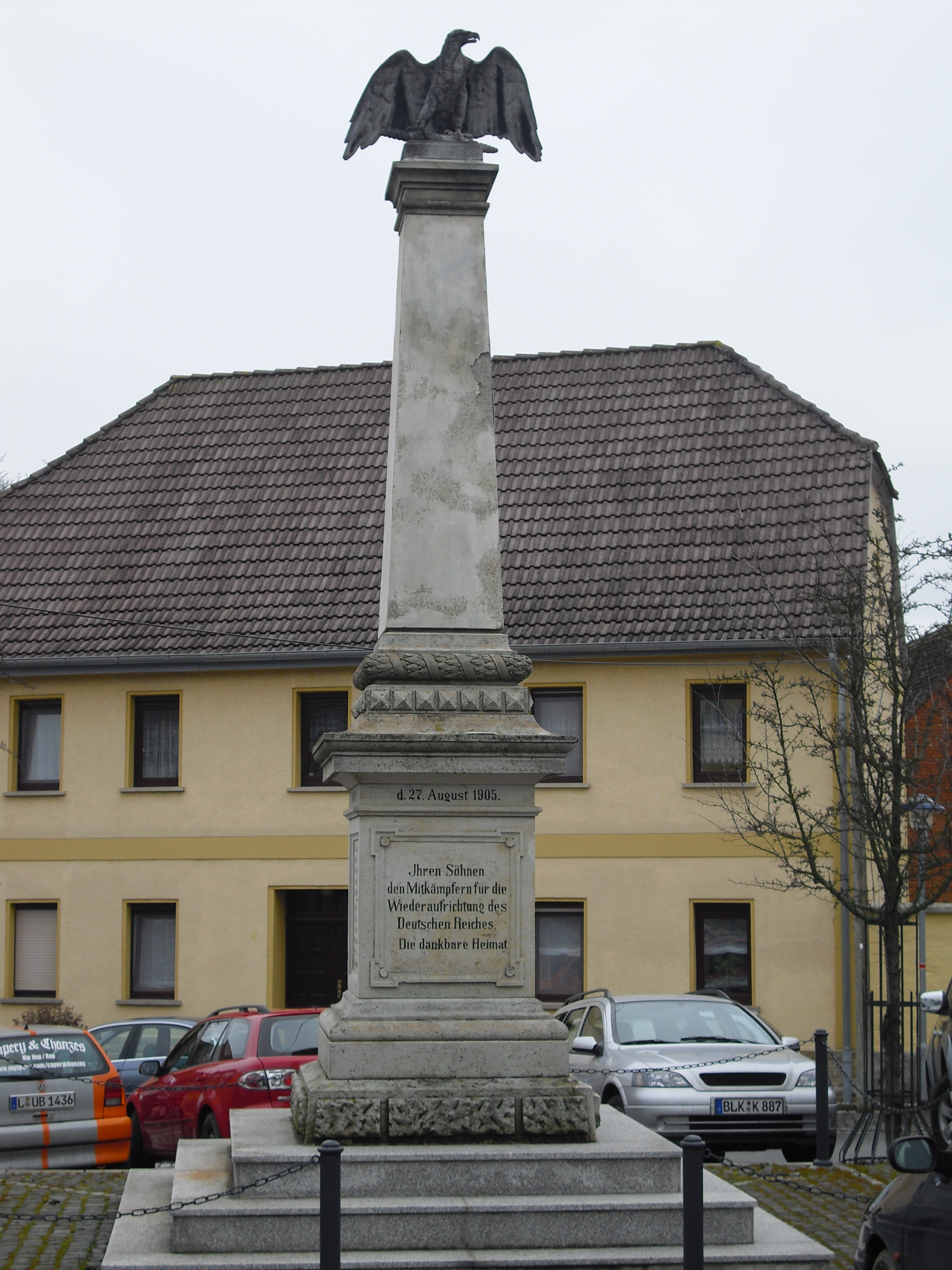
Sieges- und Opfersäule im Dorfzentrum

## Persönlichkeiten

### Söhne und Töchter
- Christian Friedrich von Milkau (wahrscheinlich 1683–1763), Rittergutsbesitzer
- Franziskus Justus Frenzel (1740–1823), Pfarrer und Botaniker
- Hieronymus Müller (1785–1861), Philologe
- Ernst Friedrich Nauck (1819–1875), Lehrer, Naturwissenschaftler, Schulgründer und Direktor
- August Nauck (1822–1892), Philologe.

### Personen, die mit Auerstedt in Verbindung stehen
- Johann Adam Kriependorf (ab 1802 Krippendorf), (1764–1835), Berufssoldat, Landwirt, Fleischer, Autor der Schilderung der Schlacht von 1806
- Johannes Wolter (1892–1964), Evangelischer Pfarrer der Bekennenden Kirche, mehrfach gemaßregelt